# Phyllogomphus
Phyllogomphus é um género de libelinha da família Gomphidae.
Este género contém as seguintes espécies:
- Phyllogomphus annulus
- Phyllogomphus selysi [1]

1. ↑  «ADW: Phyllogomphus: CLASSIFICATION». animaldiversity.org. Consultado em 1 de agosto de 2025